# 雪の峠・剣の舞
『雪の峠・剣の舞』（ゆきのとうげ・つるぎのまい）は、岩明均による日本を舞台とした歴史漫画2編からなる中編集。2001年にKCデラックス（講談社）から単行本が刊行され、2004年に文庫化された。
収録作品は、江戸時代初期の大名・佐竹氏の城地選定に纏わるお家騒動を題材とした「雪の峠」と、戦国時代の剣豪・上泉信綱の門下の疋田文五郎を主役に箕輪城の戦いを描いた「剣の舞」である。「雪の峠」は1999年に『モーニング新マグナム増刊』（講談社）にて、「剣の舞」は『ヤングチャンピオン』（秋田書店）にて2000年No.8から同年No.12まで、それぞれ短期連載された。

## 雪の峠

### あらすじ（雪の峠）
戦国時代末期、常陸国を領土としていた53万石の大身大名・佐竹義宣は、関ヶ原の戦いで西軍の石田三成方についたため、敗戦後、当時の僻地である出羽国へ追いやられてしまう。そこで新しい城を建築することになるが、築城場所を決める際、義宣は新参者で若手の渋江内膳の意見を重視し、古参の重臣たちを蔑ろにする素振りを見せる。家老・川井伊勢守を中心とする老臣たちはそれに反発し、大軍略家と名高い梶原美濃守を立て、自分たちの居場所を守るために対抗案を出すことにする。
始まった群議で、渋江内膳は港町・土崎にほど近い「窪田の丘」に新築する商都としての城地を提案し、国を安定して富み栄えさせることで、やがては港町と城下町がひとつに繋がる道を説く。一方の梶原美濃守は、穀倉地帯・仙北の中心にある「金沢城」を拡張する軍都としての城地を提案し、大坂で豊臣が健在である以上また全国的な戦になる可能性があるとして、領土掌握を最優先することを説く。梶原の構想は極度に大規模なもので、工期・工費とも莫大になることが明らかだったが、戦国の世を生き抜いた家臣たちの多くが引き寄せられる。その場は先代当主・佐竹義重が金沢城に近い「横手城」を追加提案し議論を撹乱することで、時間切れになり一旦流会したものの、再開された群議で梶原は金沢案をあっさり放棄し、横手城でも自分の構想は実現できる上に工費も削減できると主張してさらに賛同を集め、城地は横手に決定されてしまう。
当初の主張を投げ出してまで内膳の案、ひいては義宣の意思を拒絶した老臣たちに困惑する内膳に対し、首席家老・和田安房守は、内膳はただ「説明」をしているだけだったが老臣たちは「戦」をしていた、年寄りを黙らせたければ戦で勝ってみせよと叱咤する。内膳は「戦の仕方」を学ぶと称して梶原の屋敷を訪ね、梶原が老臣たちを相手に何度も語っていた上杉謙信公の逸話を聞かせてもらう。生涯ほとんど負け知らずであり関東諸大名からの救援要請にも助力を惜しまなかった謙信を、老臣たちは軍神と評し羨望していたが、内膳が抱いた感想は「謙信公は諸大名にこき使われた」であった。また梶原は、もし佐竹家が関ヶ原の戦いで東軍に与していたら、加増の結果100万石級の外様大名が徳川家の本拠地である関東に存在することになり、危険視され却って悲惨なことになっただろうとの判断を語る。
徳川から築城の許可を得るため、義宣と義重がそれぞれ書状をしたためる。内膳はここで策を弄し、義宣には第二希望の地として「窪田」を書き添えてもらい、義重には「万一江戸に事あらば江戸に近い横手から一日も早く駆けつける」との文言を含めてもらう。内膳の動きを不審に思った梶原が問い詰めてくるが、書状を閲覧しても不審な点はなく、江戸への使者が出発するまでの間にすり替えなどがされないことを確認するくらいに終わる。だが内膳は、出羽へ同行できず関東に残されていた佐竹の旧臣に協力を要請しており、横手からわずか3日で江戸へ書状を届けさせる。義重の文言を実践し異様な短期間で届けられた書状に徳川家康は驚き、佐竹家を調査した結果、横手案は義重が推したものであって、義宣は第二希望の窪田案を支持していたことを知る。また、短期間での配送を可能にしたのは関東の旧臣の力によるもので、これは佐竹の力が今も関東に及ぶことの示威であると判じる。義重は関東から遠ざけられた原因を理解していないと家康は激怒し、窪田への築城を指示する返書を出す。
こうして城地を決める「戦」は、佐竹家が逆らい得ない家康を上手く「こき使った」内膳の勝利に終わる。内膳自身の推挙により、内膳と梶原の2名が普請奉行に任じられ、窪田城の建築が進んでいくが、その途中で梶原は突然出奔する。反発していた老臣を抑えたことで義宣の権威が増し、古参の家臣が重職に留まり続けることは危険だと判断したためであった。同様に考えたのか、家老の和田安房守・小貫大蔵丞も隠居・辞職する。残る家老は、最も強硬に内膳に反発していた川井伊勢守ただ一人になる。和田の後任として内膳が家老に昇格するという人事を耳にした川井は、老臣4名と共謀して内膳暗殺を目論むが、うち1名が謀議を密告し、実行に移す前に全員が粛清される。
窪田城は完成し、後に「久保田城」と表記されるようになる。城下町も近隣の港町・土崎とともに発展を続け、やがて内膳が説いた道の通り、二つの町はひとつに繋がった。現在の秋田市である――

### 登場人物（雪の峠）
渋江内膳（しぶえ ないぜん）
佐竹家近習頭。合理的な思考の持ち主でかなりの切れ者だが、何事も理屈で判断しようとするきらいがあり、また喧嘩が嫌いでのんびりした性格をしている。当主・義宣の腹心として、築城場所に窪田を推す。関ヶ原の合戦に際しては、重臣たちの間で東軍支持の声が高まる中、戦後に常陸領が徳川からどう扱われるか懸念を表明し、川井から「訳の分からんことを」と一蹴された。まだ年若い上に、元々は素性の知れない食いつめ者であるため、家柄を重んじる重臣たちからは快く思われていない。
梶原美濃守（かじわら みののかみ）
佐竹家重臣（客分）。穏やかながらも隙のない物腰の老臣で、家中随一の軍略家として意見を求められることが多い。若い頃、上杉謙信から目をかけられたことがあり、同僚たちに請われてその頃の逸話を、妻にあきれられ本人も飽きていると零すほど何度となく語っている。内膳の案に対抗するため川井たちから頼られ、旧世代の代表として築城場所に金沢を推す（のち義重の挙げた横手案に切り替える）。行きがかりで川井の誘いに乗り、義宣・内膳の主従に対する「喧嘩」に加担はしたものの、関ヶ原の戦いの際の義宣の判断を、「東軍に与していたら戦後徳川から危険視され、却って悲惨なことになったかもしれない」と、全面的ではないにせよ内心で支持していた。城地が決定され築城工事が進む最中に出奔し、後に越前松平家へ仕える。
佐竹義宣（さたけ よしのぶ）
佐竹家当主。進歩的な考え方の君主。関ヶ原の戦いの時、自身の一存で西軍につくことを決めたため、川井ら重臣たちには未だに根に持たれている。内膳や梅津兄弟を重用し、内膳の献策にも我が意を得たりと頷いているが、旧世代の重臣たちには全く理解されず、ますます反感を買っている。関ヶ原の一件から、内膳の進言を受けて家臣に対し強権を振るわないようにしていたが、城地を決定し当主の権威を取り戻して以降は、近世大名として絶対的な権限を確立させていく。
梅津半右衛門（うめづ はんえもん）・主馬（しゅめ）兄弟
佐竹家の近習。内膳とともに義宣を支える能吏。単なる官僚ではなく武術の心得もあり、特に主馬は剣客としても知られる。
川井伊勢守（かわい いせのかみ）
佐竹家家老。旧世代の老臣を代表する人物で、自分たちを軽視して次々と物事を決めていく義宣・内膳らが気に入らない。特に関ヶ原の戦いで義宣が重臣の総意を拒絶し西軍に与した「誤判断」を批判し、それがために義宣が重用する内膳の提案へ感情的に反発し、梶原を巻き込んで対案を主張する。力で全てが決まった戦国の世を「古き良き時代」として懐かしみ、今は時代が変わってしまったことを嘆いている。築城場所が決着した後も内膳の献策に何かと否定的な態度を取り、内膳を家老に昇進させるという人事を耳にして遂に暗殺を画策するが、謀議はすぐに発覚し、義宣に粛清の口実を与えてしまう（史実での川井事件）。
佐竹義重（さたけ よししげ）
佐竹家先代当主。かつては戦場で鬼と呼ばれたほどの猛将だったが、今ではすっかり丸くなり、義宣の新政を黙って見守っている。梶原が挙げた金沢案を支持する老臣たちに突き上げられた義宣を庇うため、金沢派の撹乱を狙って横手案を出すが、却って窪田案の対抗馬として梶原に利用されてしまう。また、家中が横手案で一致した後は、窪田案へ引き戻そうとする内膳により、徳川から嫌われる汚れ役を演じさせられる。
和田安房守（わだ あわのかみ）
佐竹家首席家老。旧世代の筆頭であるが川井らとは一線を画し、内膳ら新世代を後押ししている。喧嘩嫌いの内膳に対し「説明ではなく、戦をせよ」と叱咤する。後に高齢を理由として隠居する際、後任の家老として内膳を推す。
小貫大蔵丞（おぬき おおくらのじょう）
佐竹家家老。主に群議の進行役を務める。和田の隠居と前後して、小貫も体調悪化のため職を辞す。
徳川家康（とくがわ いえやす）
天下人。関ヶ原の戦いで西軍に付いたことを口実に、徳川領と近接する大勢力の佐竹家を関東から遠ざけたが、強引な転封であったことは承知しており、築城場所くらいは自由にさせようとしていた。しかし築城の届け出が内膳の策により異様な速さで届けられたことを不審に思い、本多に調査を命じる。
本多佐渡守（ほんだ さどのかみ）
家康の腹心。佐竹家からの書状を取り次ぐ際、日付の異様さを家康に示唆し、対応を相談する。そして佐竹家中を内偵した結果、築城場所を巡って義宣と義重（実際には梶原・川井たち）に争いがあったこと、義重（実際には内膳・半右衛門たち）が関東に残された佐竹の旧臣への働きかけを行っていたことを報告する。
上杉謙信（うえすぎ けんしん）
越後の戦国大名。生涯七十余度の合戦でほとんど負け知らずの名将。佐竹の老臣たちより更に一世代上の人物で、その死から既に25年近く経過しているが、戦国の世を体現する存在として羨望の対象になっている。40年前、梶原の父・太田資正の持ち城であった武州松山城が武田・北条連合軍に包囲され、謙信に援軍を求めた際の逸話を梶原が語った。

## 剣の舞

### あらすじ（剣の舞）
16世紀、戦国大名の武田家と長野家が争う上州の地。農家の娘ハルナは、戦のどさくさでならず者の武士たちに家を襲われ、陵辱された上に家族を皆殺しにされてしまう。ハルナは、眠った武士から盗んだ碁石金を元手にして、天下一と名高い上泉伊勢守の道場に弟子入りして剣を学び、家族を殺した武士たちに復讐しようと誓う。
伊勢守の門弟であった疋田文五郎は、伊勢守が考案したばかりの撓（しない、竹刀）を手に、甘楽春之介と名を改めて男装して弟子入りしたハルナの剣を指導することになった。ハルナの向上心と、凄腕である文五郎による的確な指導、そして怪我をせずに済む撓のおかげもあり、ハルナは瞬く間に成長を遂げていく。
しかし、武田の大軍が長野家の本拠・箕輪城を包囲したことで、文五郎もハルナも否応なく戦に巻き込まれることになる。戦場にて、仇の武士たちを見つけたハルナは、碁石金を使って彼らをおびき寄せて、不意をついて一人を切り殺す。続いて2人をまたたく間に切り伏せるが、残り一人の反撃に遭って致命傷を負ったハルナは、相手の懐刀を拝借して仇討ちに成功する。
命をかけた戦いが終わり、亡くなったハルナは弔わられ、伊勢守一門は旅に出る。上方の地で柳生と相対するとき、伊勢守は文五郎に「これは遊びだ」と声をかける。彼はその時に、ほんの少しの時間を過ごした少女との思い出の中に、自分自身が例えようもなく惹かれているものがあることに気付く。後に「剣聖」と呼ばれる剣客を相手に異次元の強さを見せた文五郎は、かつてのように笑みを浮かべ呟く。『それは悪しゅうござる』と。

### 登場人物（剣の舞）
疋田文五郎景兼（ひきた ぶんごろう かげとも）
上泉伊勢守の甥。師でもある伊勢守からは「もはや天下一かもしれぬ」と評されているが、実力とは裏腹に人を殺す技で他人と優劣を競う気もない。最初はハルナに剣を教えるのを面倒がっていたが、徐々に打ち解けていく。理想の型から離れた構えを前にすると「それは悪（あ）し」と評してから打ち込む。新陰流の分派、疋田陰流の祖。
ハルナ
農家の娘。小幡上総介の手勢の武士に家を襲われ、拉致・強姦される。隙を突いて碁石金を奪って逃走するが、家族は皆殺しにされてしまっていた。その後故郷を出奔、甘楽春之介（かんら はるのすけ）という名で男装して上泉道場に押しかけ、文五郎に剣を教わる（ただしすぐに正体はばれた）。楽観的な性格でお調子者だが、家族の仇への復讐心は固い。架空の人物。
上泉伊勢守秀綱（かみいずみ いせのかみ ひでつな）
長野家の家臣で、天下一の名高い剣豪。ハルナを気に入り、自ら考案した撓を使って文五郎に剣を教えさせる。武田家による箕輪城攻撃の際は、文五郎や宗治らを従えて搦手から打ち出て、武田の軍勢を突破するものの、大勢には何ら影響しなかった。落城後は放浪して上方に向かう。新陰流の祖。
神後伊豆守宗治（じんご いずのかみ むねはる）
上泉伊勢守の弟子で、大勢いる門弟の中でも文五郎と並ぶ存在。新陰流の分派、神後流の祖。
与吉（よきち）
ハルナと同郷の若者。十郎佐たちに追われるハルナを探して、上泉道場のある箕輪にやって来る。架空の人物。
十郎左（じゅうろうざ）
数人の仲間とともにハルナの家を襲い、家族を皆殺しにした男。小幡上総介の手勢の一人。着用している兜の飾りが逆さにした鳥居に似ていたため、ハルナから逆さ鳥居と呼ばれる。下卑た性格のスケベ親父。ハルナに碁石金を盗まれたため、彼女を追っていた。架空の人物。
大殿
長野業正（ながの なりまさ）。作中にて既に死去しており直接は登場しないが、長野家中の軍議の場で話題にされる。戦上手で知られ、史実では武田信玄は、業正の生存中は上野国に手を出せなかったと伝えられる。伏せていた業正の死が武田方へ漏れた事により、箕輪城の長野家中は、敗戦・落城を覚悟する。なお、当代の箕輪城主である長野業盛は登場しない。
藤井（ふじい）
箕輪城を囲む武田の軍勢に感嘆し、最期の死に花を咲かせる舞台が飾り立てられたと笑う、剛胆な男。作中の解説は無いが、上泉伊勢守とともに長野十六槍のひとりとして数えられる長野家の家臣。史実では信玄の子の武田勝頼（箕輪城攻めが初陣であった）に討ち取られている。
小幡上総介（おばた かずさのすけ）
武田家の新参の家臣として、箕輪城攻略の先鋒をやらされ、城中の長野家の家来たちに降伏を呼びかける。長野家の娘婿であったが所領回復のため武田側についた事が巻末で解説されている。
大場八十衛門（おおば やそえもん）
内藤修理の家臣。箕輪城攻防戦で遮二無二戦い疲弊した文五郎に対し、その腕を讃えつつも「わしの手柄になってくれ!」と一騎打ちを挑むが、返り討ちに遭い真っ二つになる。
柳生新左衛門宗厳（やぎゅう しんざえもん むねよし）
のちの石舟斎。新当流の当主。奈良へやってきた伊勢守を宝蔵院に訪ねて一手指南を求めるが、伊勢守からまず文五郎と立ち合うよう求められる。宗厳の弟子たちは、新当流は当主が立ち合うにもかかわらず新陰流は弟子が立ち会う事に対して憤るが、宗厳はそれを受け入れ文五郎と対戦した。結果、文五郎を相手に一本も取ることができず、伊勢守に弟子入りする。
宝蔵院胤栄（ほうぞういん いんえい）
宝蔵院の院主で、宝蔵院流槍術の創始者。新陰流と新当流の試合の立会人を務める。

## 書誌情報
- KCデラックス（2001年3月、講談社）ISBN 978-4063343878
- 講談社漫画文庫（2004年10月、講談社）ISBN 978-4063608236
- アンソロジー『武士の誇り』（「雪の峠」のみ、2014年3月、金の星社）ISBN 978-4323064246